# Holomitrium lepervanchei
Holomitrium lepervanchei là một loài rêu trong họ Dicranaceae. Loài này được Thér. mô tả khoa học đầu tiên năm 1924.